# Colossas
Colossas ou Colossos (em grego: Κολοσσαί; em latim: Colossae; também conhecida como Conas ou Cona [em grego: Χῶναι; em latim: Conae], atual Honaz), era uma cidade da Frígia, no rio Lico, um afluente do rio Meandro (atual Menderes). Estava situada cerca de 15 quilômetros a sudeste de Laodiceia, próximo à grande estrada que ligava Éfeso ao Eufrates. Suas ruínas, localizadas na atual província de Denizli na Turquia, nunca foram escavadas.

## História
Em 396 a.C., durante as Guerras Persas, o sátrapa Tissafernes foi atraído a Colossas e morto por um agente do grupo de Ciro, o Jovem. Plínio, o Velho conta que a lã de Colossas deu seu nome (colossino) à cor da flor do ciclame. Durante o período helenista, a cidade adquiriu certa importância mercantil, embora tenha diminuído consideravelmente em importância e tamanho por volta do século I.
Esta cidade entrou em declínio (possivelmente devido a um terremoto) e a cidade bizantina de Conas ocupou um sítio próximo às suas ruínas. Francis Arundell indica que parte ou todo o sítio original de Colossas mudou de nome para Cona ou Conas. A cidade foi o lugar de nascimento dos escritores gregos bizantinos Nicetas e Miguel Coniates.

### Colossas no contexto bíblico
Não parece que o Apóstolo Paulo tenha visitado esta cidade quando ele escreveu sua Epístola aos Colossenses, já que ele diz a Filemão de sua esperança de poder visitar a cidade quando tivesse sido liberto da prisão (Filémon 1:22). Parece que Epafras foi o fundador da igreja em Colossas.

## Etimologia do topônimo
Nas diversas versões em português da Bíblia Sagrada esta cidade é denominada Colossos, conforme Colossenses 1:2, mas o topônimo correto desta cidade é Colossas.
Seu nome original em grego é Κολοσσαί, sendo um substantivo feminino no plural (sufixo -αί), passando para o latim como Colossae. Este topônimo pertence à primeira declinação da flexão nominal do grego e na sua adaptação ao sistema morfológico latino continua na mesma situação. Assim os substantivos gregos da primeira declinação passam para o português através do caso etimológico latino, e como no português os substantivos femininos usados no plural terminam com o sufixo (-as) a grafia correta do termo é Colossas.

## Artes

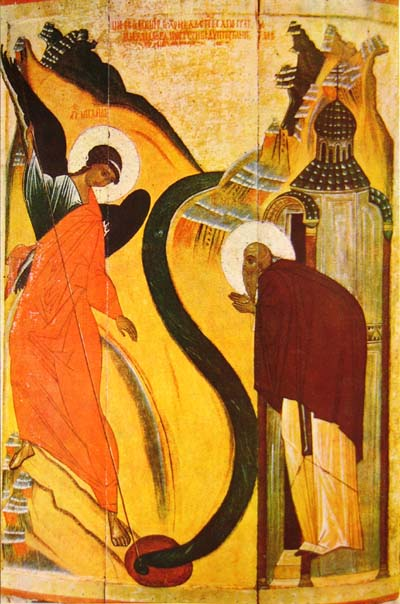
O milagre de São Miguel em Conas, um ícone russo do século XV

Na arte russa e bizantina, o tema Milagre do Arcanjo Miguel em Conas está intimamente relacionado com o lugar. A tradição ortodoxa conta que pagãos direcionaram um rio contra o santuário de São Miguel lá existente para destruí-lo, mas o Arcanjo Miguel apareceu e rompeu com um relâmpago uma rocha para redirecionar o rio, movendo o fluxo para longe da igreja e santificando para sempre a águas que vinham do desfiladeiro. A Igreja Ortodoxa celebra uma festa em comemoração deste evento no dia 6 de setembro. O Mosteiro do Milagre (Mosteiro Chudov) no Kremlin, em Moscou, onde os czares russos eram batizados, foi dedicado à Festa do Milagre em Conas.